# أرنولد دين
أرنولد دين (بالإنجليزية: Arnold Dean)‏ هو صحفي رياضي أمريكي، ولد في 1 يوليو 1930، وتوفي في 8 ديسمبر 2012.